# Пильюд, Иван
Иван Алексис Пильюд (исп. Iván Alexis Pillud; родился 24 апреля 1986 года, Капитан-Бермудес, Аргентина) — аргентинский футболист, защитник клуба «Расинг». Выступал за сборную Аргентины.

## Клубная карьера
Пильюд — воспитанник клуба «Тиро Федераль». В 2007 году он дебютировал за команду в Примере В. Летом 2008 года Иван на правах аренды перешёл в «Ньюэллс Олд Бойз». 30 ноября в матче против «Велес Сарсфилд» он дебютировал в аргентинской Примере. Летом 2009 года Пильюд на правах аренды присоединился к испанскому «Эспаньолу». 30 августа в матче против «Атлетика» из Бильбао он дебютировал в Ла Лиге.
Летом 2010 года Иван вернулся на родину, подписав контракт с «Расингом» из Авельянеды. 28 ноября в матче против «Банфилда» он дебютировал за новую команду. 9 декабря в поединке против «Годой-Крус» Пильюд забил свой первый гол за «Расинг».
В начале 2014 года Иван на правах аренды перешёл в итальянскую «Верону». 23 марта в матче против «Сампдории» он дебютировал в итальянской Серии A. Летом того же года Пильюд вернулся в «Расинг» и помог своему клубу выиграть чемпионат.

## Международная карьера
В 2011 году в товарищеском матче против сборной Венесуэлы Пильюд дебютировал за сборную Аргентины.

## Достижения
Командные
 «Расинг» (Авельянеда)
- Чемпионат Аргентины по футболу — 2014